# Eleições legislativas regionais nos Açores em 1996
As eleições legislativas regionais nos Açores em 1996, também designadas eleições para a Assembleia Legislativa da Região Autónoma dos Açores, realizaram-se a 13 de outubro e delas resultou a vitória do Partido Socialista (PS), liderado por Carlos César.
A campanha eleitoral para as legislativas regionais nos Açores decorreu de 27 de setembro a 11 de outubro.
A abstenção foi de 40,83%, ou seja, dos 191 477 eleitores recenseados votaram 113 293.

## Partidos
Os partidos e coligações que concorreram às eleições para a Assembleia Legislativa da Região Autónoma dos Açores em 1996 foram os seguintes:
| Sigla | Sigla   | Partido/Coligação                    |
| ----- | ------- | ------------------------------------ |
|       | CDS–PP  | Partido Popular                      |
|       | PCP–PEV | CDU – Coligação Democrática Unitária |
|       | PDA     | Partido Democrático do Atlântico     |
|       | PPD/PSD | Partido Social Democrata             |
|       | PS      | Partido Socialista                   |
|       | UDP     | União Democrática Popular            |

## Resultados
Resultados regionais apurados pela Comissão Nacional de Eleições.

Deputados eleitos e partido mais votado por círculo eleitoral

| Partido                                  | Partido         | Candidato       | Votos   | Votos (%) | Votos (±) | Assentos | Assentos (%) | Assentos (±) |
| ---------------------------------------- | --------------- | --------------- | ------- | --------- | --------- | -------- | ------------ | ------------ |
|                                          | PS              | Carlos César    | 51 906  | 45,82%    | +9,41%    | 24       | 46,15%       | +3           |
|                                          | PPD/PSD         | Álvaro Dâmaso   | 46 449  | 41%       | −12,59%   | 24       | 46,15%       | −4           |
|                                          | CDS–PP          | -               | 8 346   | 7,37%     | +7,37%    | 3        | 5,77%        | +3           |
|                                          | PCP–PEV(a)      | -               | 3 940   | 3,48%     | +1,18%    | 1        | 1,92%        | 0            |
|                                          | UDP             | -               | 983     | 0,87%     | +0,87%    | 0        | 0%           | 0            |
|                                          | PDA             | -               | 340     | 0,3%      | −1,11%    | 0        | 0%           | 0            |
| Totais                                   | Totais          | Totais          | 111 964 |           |           | 52       |              |              |
| Votos em Branco                          | Votos em Branco | Votos em Branco | 705     | 0,62%     | +0,11%    |          |              |              |
| Votos Nulos                              | Votos Nulos     | Votos Nulos     | 624     | 0,55%     | −0,62%    |          |              |              |
| Participação                             | Participação    | Participação    | 113 293 | 59,17%    | −2,98%    |          |              |              |
| ↑(a) PCP e PEV concorreram em coligação. |                 |                 |         |           |           |          |              |              |
| Fonte: Comissão Nacional de Eleições     |                 |                 |         |           |           |          |              |              |

## Resultados por ilha
|             | %    | D  | %       | D       | %      | D      | %       | D       |    |
| Ilha        | PS   | PS | PPD/PSD | PPD/PSD | CDS–PP | CDS–PP | PCP–PEV | PCP–PEV | D  |
| ----------- | ---- | -- | ------- | ------- | ------ | ------ | ------- | ------- | -- |
| Corvo       | 29,3 | -  | 32,9    | 1       | 35,8   | 1      | -       | -       | 2  |
| Faial       | 44,6 | 2  | 41,7    | 2       | 6,4    | -      | 5,5     | -       | 4  |
| Flores      | 19,6 | 1  | 30,9    | 1       | 14,9   | -      | 33,4    | 1       | 3  |
| Graciosa    | 42,5 | 1  | 53,2    | 2       | 1,9    | -      | 0,7     | -       | 3  |
| Pico        | 41,6 | 2  | 50,4    | 2       | 4,7    | -      | 1,7     | -       | 4  |
| Santa Maria | 60,6 | 2  | 32,3    | 1       | 4,0    | -      | 1,5     | -       | 3  |
| São Jorge   | 29,7 | 1  | 56,0    | 3       | 12,5   | -      | 1,0     | -       | 4  |
| São Miguel  | 46,6 | 10 | 40,3    | 8       | 5,9    | 1      | 3,8     | -       | 19 |
| Terceira    | 50,4 | 5  | 36,8    | 4       | 10,2   | 1      | 1,2     | -       | 10 |
| TOTAL       | 45,8 | 24 | 41,0    | 24      | 7,4    | 3      | 3,5     | 1       | 52 |